# Église Saints-Pierre-et-Paul d'Arville
Pour les articles homonymes, voir Église Saints-Pierre-et-Paul.
L’église Saints-Pierre-et-Paul d'Arville est  située à Arville, sur la route de Nemours à Beaumont-du-Gâtinais, entre Puiseaux et Château-Landon, dans le département français de Seine-et-Marne, en région Île-de-France.

## Histoire
L’église Saints-Pierre-et-Paul d'Arville, classée monument historique en 1922, mélange, par ses époques de construction différentes, des caractéristiques de l'art roman et du premier art gothique.

## Architecture
Le haut clocher en grès sur plan carré, accroché au flanc sud du chœur, est percé de deux baies sur ses faces supérieures. Il est surmonté d’un toit à deux versants, dit « en bâtière ».
Le grand mur aveugle faisant office de pignon est étayé par trois contreforts, dont un en partie centrale.
Une porte en bois ornée de clous forgés, précédée d’un appentis formant porche sur le côté sud de la nef est l’unique ouverture de l’église.
La nef dépourvue de bas-côtés est couverte d’un lambris portant la mention de la date de sa réalisation : 1694. Elle se termine par un chœur et  une abside semi-circulaire éclairée par 3 baies couvertes d’une voûte sur croisée d’ogives retombant sur des consoles ornées de figures sculptées, côté chevet sur de fines colonnes en délit. Leurs chapiteaux sont à larges feuilles à enroulements et crochets.
Sur le mur ouest, une peinture murale, représentant un grand Christ en croix peint en ton ocre, fut découverte en 1945. Transposé sur mélange de « sable-chaux-plâtre« , l’œuvre nous montre un Christ couvert de plaies sanglantes, qui a le bas du corps enveloppé d’une très longue tunique aux lignes serrées du drapé.

## Mobilier
Une campagne de restauration fut menée en 2005 et 2006 sur les objets mobiliers du XVIe siècle au XIXe siècle, inscrits au titre des Monuments historiques.
Dans la nef de l’église se trouvent bénitier, fonts baptismaux, chaire à prêcher, bancs et une armoire à bannières ornée d’une Vierge de l'Assomption. Une plaque funéraire en bois peint porte l’inscription du curé Jean-Baptiste Davoineau décédé en 1749.
- La poutre de gloire du XVIIe siècle demeure intacte et à sa place d’origine.

Elle est constituée de deux statues en bois de noyer polychromé, également sculptées au revers : une Vierge, aux mains croisées sur la poitrine et saint Jean, le visage levé, qui encadrent le Christ en croix, souffrant, aux yeux clos et à la musculature marquée.
- Le retable du chœur

Sur le maître-autel du XVIIe siècle, sous le vitrail dédié à saint Pierre, s’élève le retable. surmonté des statues des deux saints patrons de l’église, Pierre et Paul, de chaque côté du fronton brisé. L’Œuvre dans son centre, riche de sculptures, est  composée de niches et de médaillons, entrecoupés de doubles colonnes torses à chapiteaux corinthiens. Le tabernacle est couronné d’une galerie destinée à exposer le Saint Sacrement.. Dans cette architecture richement décorée prennent place des statuettes de saintes femmes et de saint évêque, des bustes et têtes d’angelots ailés, volutes, enroulements, guirlandes de feuillages et rinceaux, nœuds de rubans, consoles, pots à feu et autres denticules.
- Une Vierge à l'Enfant du XVIe siècle.

La statue en pierre est  recouverte d’un épais badigeon gris,. La sainte est drapée dans un ample manteau qui enveloppe l’épaule et une partie de son bras droit qui tient l’enfant de façon inhabituelle.